# OR10H5
OR10H5 (англ. Olfactory receptor family 10 subfamily H member 5) – білок, який кодується однойменним геном, розташованим у людей на короткому плечі 19-ї хромосоми. Довжина поліпептидного ланцюга білка становить 315 амінокислот, а молекулярна маса — 34 900.
| 10         |  | 20         |  | 30         |  | 40         |  | 50         |
| ---------- |  | ---------- |  | ---------- |  | ---------- |  | ---------- |
| MQGLNHTSVS |  | EFILVGFSAF |  | PHLQLMLFLL |  | FLLMYLFTLL |  | GNLLIMATVW |
| SERSLHMPMY |  | LFLCALSITE |  | ILYTVAIIPR |  | MLADLLSTQR |  | SIAFLACASQ |
| MFFSFSFGFT |  | HSFLLTVMGY |  | DRYVAICHPL |  | RYNVLMSLRG |  | CTCRVGCSWA |
| GGLVMGMVVT |  | SAIFHLAFCG |  | HKEIHHFFCH |  | VPPLLKLACG |  | DDVLVVAKGV |
| GLVCITALLG |  | CFLLILLSYA |  | FIVAAILKIP |  | SAEGRNKAFS |  | TCASHLTVVV |
| VHYGFASVIY |  | LKPKGPQSPE |  | GDTLMGITYT |  | VLTPFLSPII |  | FSLRNKELKV |
| AMKKTCFTKL |  | FPQNC      |  |            |  |            |  |            |

A: Аланін

C: Цистеїн

D: Аспарагінова кислота

E: Глутамінова кислота

F: Фенілаланін

G: Гліцин

H: Гістидин

I: Ізолейцин

K: Лізин

L: Лейцин

M: Метіонін

N: Аспарагін

P: Пролін

Q: Глутамін

R: Аргінін

S: Серин

T: Треонін

V: Валін

W: Триптофан

Кодований геном білок за функціями належить до рецепторів, g-білокспряжених рецепторів, білків внутрішньоклітинного сигналінгу. 
Локалізований у клітинній мембрані, мембрані.